# 디미터르 이바노프 (축구 선수)
디미터르 블라데프 이바노프(불가리아어: Димитър Владев Иванов, 1970년 10월 7일~)는 불가리아 출신의 축구 선수이다.
1998년 부천 SK (현 제주 유나이티드)에 입단하여 1998 시즌 한 시즌 동안 활약하였다. K리그에서 등록명은 이바노프를 사용하였다